# A kis gézengúz
A kis gézengúz (Boy Meets World) amerikai vígjátéksorozat (sitcom), amelyet Amerikában az ABC sugárzott 1993-tól 2000-ig.  A műsor hét évadot élt meg 158 epizóddal. Magyarországon az M1 mutatta be. 21 vagy 23 perces egy epizód. Az USA-ban 1993. szeptember 24-től 2000. május 5-ig sugározták. 2014-ben a Disney Channel készített egy folytatássorozatot is, Riley a nagyvilágban (Girl Meets World) címmel. Az eredeti műsort kiadták DVD-n is, mind a hét évadot. Több díjat is nyert pályafutása során ez a szituációs komédia.

## Ismertető
A műsor, mint a cím is mutatja, egy fiú életét mutatja be. Az első évadban még kisgyerek volt, később általános iskolás, utána gimnazista, középiskolás, majd egyetemre is járt, végül pedig felnőtt lett. A fiút egy barátja is segíti minden problémája megoldásában.

## Szereplők
| Szereplő         | Színész                                               | Magyar hangja   |
| ---------------- | ----------------------------------------------------- | --------------- |
| Cory Matthews    | Ben Savage                                            | Szvetlov Balázs |
| George Feeny     | William Daniels                                       | Szokolay Ottó   |
| Amy Matthews     | Betsy Randle                                          | Götz Anna       |
| Eric Matthews    | Will Friedle                                          | Szokol Péter    |
| Shawn Hunter     | Rider Strong                                          | Glósz Viktor    |
| Stuart Minkus    | Lee Norris                                            | Bíró Attila     |
| Morgan Matthews  | Lily Nicksay (1-2. évad) Lindsay Ridgeway (3-7. évad) | Szabó Luca      |
| Alan Matthews    | William Russ                                          | Rubold Ödön     |
| Topanga Lawrence | Danielle Fishel                                       | TBA             |
| Jonathan Turner  | Anthony Tyler Quinn                                   | TBA             |
| Eli Williams     | Alex Désert                                           | TBA             |
| Jack Hunter      | Matthew Lawrence                                      | TBA             |
| Angela Moore     | Trina McGee-Davis                                     | TBA             |
| Rachel McGuire   | Maitland Ward                                         | TBA             |

## Évados áttekintés
| Évad | Évad    | Epizódok | Eredeti sugárzás     | Eredeti sugárzás | Magyar sugárzás | Magyar sugárzás |
| Évad | Évad    | Epizódok | Évadpremier          | Évadfinálé       | Évadpremier     | Évadfinálé      |
| ---- | ------- | -------- | -------------------- | ---------------- | --------------- | --------------- |
|      | 1. évad | 22       | 1993. szeptember 24. | 1994. május 13.  | TBA             | TBA             |
|      | 2. évad | 23       | 1994. szeptember 23. | 1995. május 19.  | TBA             | TBA             |
|      | 3. évad | 22       | 1995. szeptember 22. | 1996. május 17.  | TBA             | TBA             |
|      | 4. évad | 22       | 1996. szeptember 20. | 1997. május 2.   | TBA             | TBA             |
|      | 5. évad | 24       | 1997. október 3.     | 1998. május 15   | TBA             | TBA             |
|      | 6. évad | 22       | 1998. szeptember 25. | 1999. május 14.  | TBA             | TBA             |
|      | 7. évad | 23       | 1999. szeptember 24. | 2000. május 5.   | TBA             | TBA             |